# Girella feliciana
Girella feliciana és una espècie de peix pertanyent a la família dels kifòsids.

## Hàbitat
És un peix marí, bentopelàgic i de clima subtropical.

## Distribució geogràfica
Es troba al Pacífic sud-oriental: l'illa de San Félix (Illes Desventuradas) i l'arxipèlag Juan Fernández.

## Observacions
És inofensiu per als humans.